# Žakanje
Žakanje je malá vesnice a sídlo stejnojmenné opčiny v Chorvatsku. Nachází se na severozápadě Karlovacké župy, těsně u hranic se Slovinskem, asi 4 km jihovýchodně od slovinské Metliky a asi 27 km severozápadně od Karlovace. V roce 2011 žilo v Žakanji 149 obyvatel, v celé opčině pak 1 889 obyvatel.
V opčině se nachází celkem 22 obydlených vesnic. Největší vesnicí je Pravutina s 211 obyvateli, potom Bubnjarci s 210 obyvateli, Jurovski Brod s 182 obyvateli a pak až teprve Žakanje se 149 obyvateli, přičemž ve vesnici Brihovo taktéž žije 149 obyvatel. Nejmenší vesnicí je Jadrići, kde žije 7 obyvatel.
- Breznik Žakanjski – 13 obyvatel
- Brihovo – 149 obyvatel
- Bubnjarački Brod – 122 obyvatel
- Bubnjarci – 210 obyvatel
- Donji Bukovac Žakanjski – 115 obyvatel
- Ertić – 16 obyvatel
- Gornji Bukovac Žakanjski – 14 obyvatel
- Jadrići – 7 obyvatel
- Jugovac – 14 obyvatel
- Jurovo – 84 obyvatel
- Jurovski Brod – 182 obyvatel
- Kohanjac – 96 obyvatel
- Mala Paka – 26 obyvatel
- Mišinci – 147 obyvatel
- Mošanci – 35 obyvatel
- Pravutina – 211 obyvatel
- Sela Žakanjska – 68 obyvatel
- Sračak – 38 obyvatel
- Stankovci – 17 obyvatel
- Velika Paka – 44 obyvatel
- Zaluka Lipnička – 132 obyvatel
- Žakanje – 149 obyvatel

Opčinou procházejí silnice D6 a D228.